# 粉末ジュース

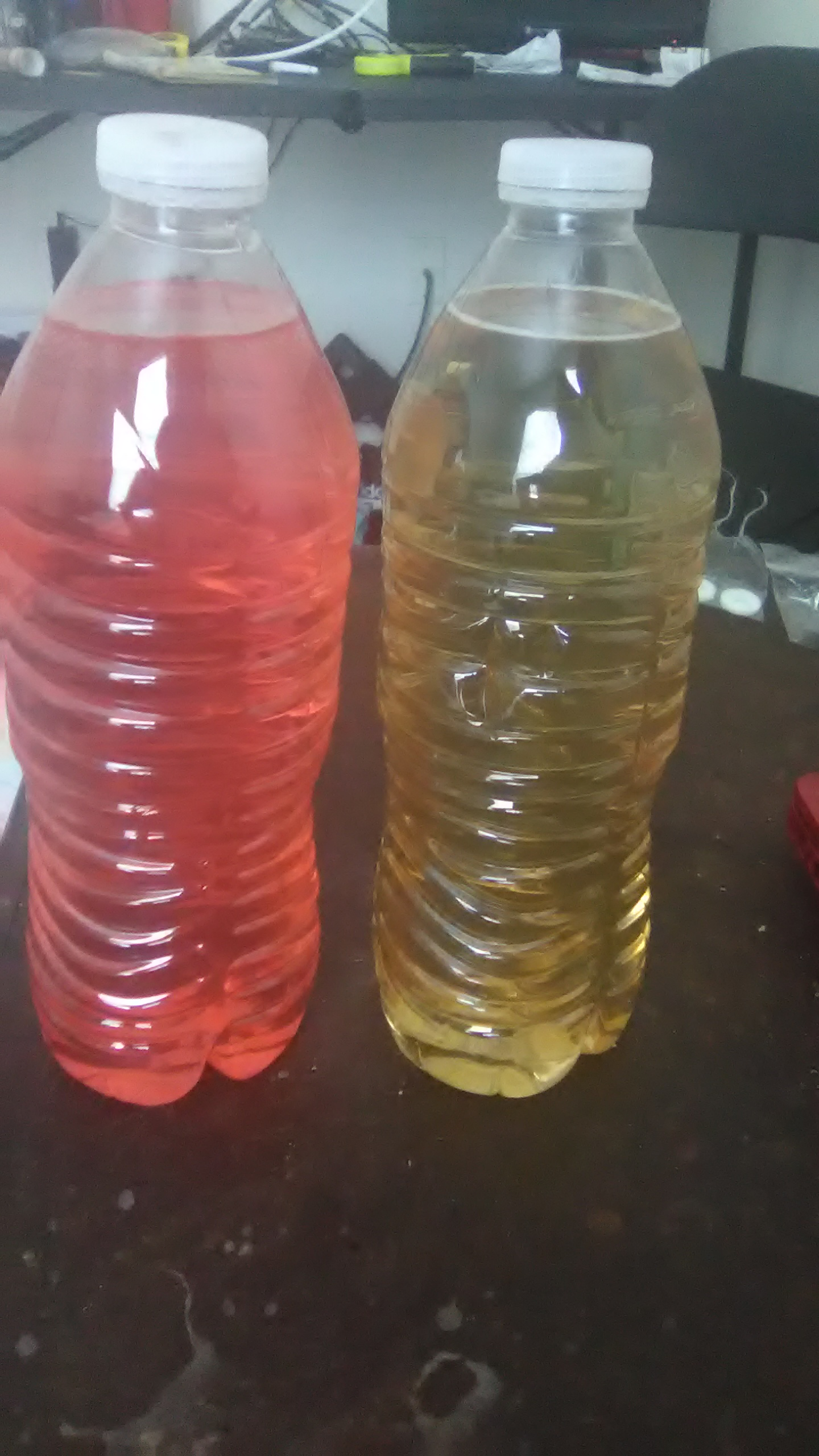
Drink mix

粉末ジュース（ふんまつジュース）または粉ジュース（こなジュース）とは、粉末の状態で販売され、水に溶くと清涼飲料水になる商品の俗称。

## 概要
日本において、1960年代以前は商品名等としても使われていたが、1960年代末の法改正でジュースは果汁100%のものとされており、その後はこの語は俗称となっている。厚労省などは現在「粉末清涼飲料」等といった語を使っている。
多くは一回の飲料分に小分けして袋詰めされており、飲用時に、水または湯に溶かし飲用する。通常販売用のパッケージと、非常用食料の一つとしてのパッケージ、軍用食料パッケージとあり、通常販売用のものは、地域の店頭で購入する事が可能である。
粉末ジュースは粉末飲料の一種であり、インスタント茶の研究時に発見されたインスタントコーヒーのフリーズドライによって作製が可能となった。

## 各国の粉末ジュース

### 日本
1950年代から1960年代には果汁風味や発泡性の粉末ソーダが人気を博し、多くのメーカーから販売されていた。湿気に強い精製ぶどう糖に味を付け、一杯分を袋詰めしたもので、当時普及し始めたインスタント食品とあわせて人々に受け入れられていった。しかし、砂糖や精製ぶどう糖に比べて遥かに安価だった人工甘味料（主にチクロ。他、ズルチン、サッカリンなど）が原料に使用される事で製造コストが抑えられ、その恩恵で店頭価格も安く、子供だけでなく大人にも人気が定着していた。重曹と酸味料を兼ねたクエン酸や酒石酸などを原料に用いることで、水に溶かした際に炭酸ガスを発生させ、炭酸飲料を作ることも可能であった。
しかし1969年、FDA（アメリカ食品医薬品局）による調査発表を皮切りに、前述の人工甘味料が人体にもたらす悪影響が社会問題化し、程なく日本国内でいずれも食品添加物の指定取り消し・使用禁止となった。低価格実現に大きく寄与していた人工甘味料が使用できなくなったことで、ほとんどのメーカーが粉末ジュースから撤退、渡辺製菓（「ワタナベジュースの素」が有名）のように全国ネットでTVコマーシャルを流す程の中堅メーカーまで経営が傾いた。
他の甘味料への切り替えや企業努力による更なる製造コストダウンを経て製造を続けていた（あるいは数年間の製造中止を経て再発売に踏み切った）メーカーもあったが、国民所得の向上と同時進行していた冷蔵庫の家庭普及（保存料が特に添加されていない飲料品も長期間、しかも冷やした状態で保管可能となった）、食品価格物価の相対的な低下（給与水準の上昇より低めの物価上昇）に伴い、びんや缶入りの飲料が一般的になると急激に廃れてゆき、現在は駄菓子屋などの店頭で見かける程度である。駄菓子屋ではバラで、一般の小売店では大袋にまとめて売られている形が多い。
春日井製菓は「春日井シトロンソーダ」を製造していたが、現在は粉末飲料の製造を行っていない。榎本健一のCMで有名になった「ワタナベのジュースの素」を製造していた渡辺製菓は、粉末ジュースの売り上げが落ちたことから、1972年にカネボウフーズ（現：クラシエフーズ）に営業譲渡され、その後粉末飲料（生姜湯などの健康食品は除く）の製造はいったん中止されたが、2010年より季節限定で「ソーダの素」として、クラシエフーズが渡辺製菓時代のフレーバーを復刻した形で販売している。
現在も昔ながらの粉末ジュースを製造・販売している会社として、松山製菓が健在である。一袋20円で、「フレッシュソーダ」（メロンソーダ）、「アメリカンコーラ」、「パックジュース」（パイン味、グレープ味、イチゴ味、メロン味、オレンジ味の5種類。非炭酸）を1950年代後半発売以来、同じパッケージデザインで駄菓子屋を中心に卸している。水に溶かした後、一緒に封入された菓子がジュース水面に浮かび上がる工夫を施した「フルーツアワー」（パッケージにサンリオキャラクター使用）といった新たに開発した商品は主にスーパーで販売されている。
1970年代後半には、味の素ゼネラルフーヅよりバレンシアオレンジ天然果汁入り・瓶入りで高級感・健康志向イメージを前面に出した「フルーティ」が製造・発売される（現在は販売されていない）。
1990年代には、粉末をタブレット状に成形加工した「シーマックス」（レモンソーダ。ビタミンCが主成分）、「シーマックスアイアン」（ストロベリーソーダ。鉄分が主成分）が健康補助食品として大塚製薬より発売されていた。
以上で述べたような、いわゆる「粉末ジュース」の印象とは異なる商品となるが、他の粉末飲料にはゲータレードやポカリスエットなどのスポーツドリンク、紅茶や日本茶、昆布茶、ホットレモン、あるいはミルメーク、永谷園ミルクセーキといった乳製品用調味料などがある。スポーツドリンクは特に団体競技などの際、遠征地で多量に消費するシチュエーションにおいて荷物の重量を減らせるメリットがあり、このニーズに対応して粉末飲料での包装もリッター単位が主である。また元来が保存性向上を目的とした冷蔵の飲料と比べ、ホットドリンクは作り置きが利かず、缶入り等でも簡便に保温しておける設備は21世紀に入っても家庭レベルには普及しておらず、飲みたい分を手軽に作れるインスタントコーヒーを含めた粉末飲料には堅調な需要がある。また飲料のような水溶液は温度によって溶けやすさが変わるため、この点でも粉末飲料に関してはコールドよりホットの方が有利である。熱湯でしか溶けない澱粉を用いた葛湯のようにホット限定の飲料も少なくない。
かつて大正製薬も「大正粉末オレンジジュース」や「大正粉末パインジュース」を発売していた。

### 北米

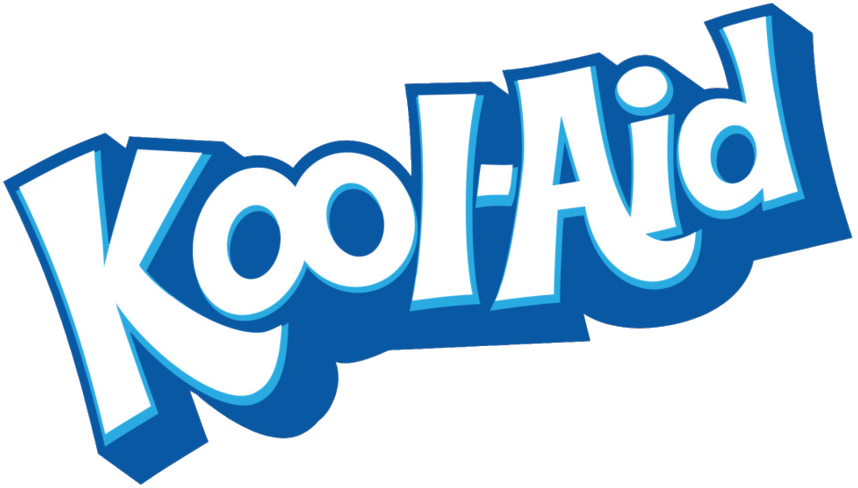
クールエイドのロゴ

アメリカ合衆国を中心とする北米地域では、現在も粉末飲料は一定の人気を保っており、チェリー、オレンジ、グレープ、レモネード、フルーツパンチ、コーラ、ルートビアなど、さまざまなフレーバーが発売されている。この種の飲料で最も有名なブランドは、クラフトフーヅのクール・エイドである。また競合ブランドではフレーバー・エイドなどがある。
この他、アメリカ軍より軽量性が評価され、MREにも組み込まれて採用されている。

### 中国
中華人民共和国では果汁飲料タイプの粉末ジュースのことを“果珍”という。主な成分は、糖類、濃縮果汁、クエン酸、着色料などである。これ以外にとろみを出すためゼラチンや寒天などが添加されている。小袋ではなく、大きな容器や袋に入れられて売られていることが多い。スーパーマーケットなどの店頭では必ずといっていいほど置かれている。

### ドイツ
クリューガー(食品)（ドイツ語: Krüger (Lebensmittel)）(Kruger GmbH&Co.KG)製の瓶入り粉末ジュースを日本でも購入することが出来る。また、Kruger GmbH&Co.KGの粉末ジュースは現代のドイツのレーションにも付属している。
粉末ジュースのファンタが軍用レーションの一部として第二次世界大戦中に提供された。